# Mikhaïl Masson
Pour les articles homonymes, voir Masson.
Mikhaïl Evguenevitch Masson (Михаи́л Евге́ньевич Массо́н), né le 21 novembre (3 décembre) 1897 à Saint-Pétersbourg et mort le 2 octobre 1986 à Tachkent, est un archéologue et orientaliste soviétique. Il fut élu membre de l'académie des sciences de la RSS du Turkménistan en 1951. C'est le fondateur de l'école d'archéologie de l'Asie centrale. Il était récipiendaire de l'ordre du Drapeau rouge du Travail.

## Biographie
Mikhaïl Masson naît dans la famille d'un topographe, de lointaine origine française, Evgueni Ludwigovitch Masson et de son épouse, née Antonina Mikhaïlovna Chpakovskaïa. Celle-ci s'installe avec son fils encore bébé à Samarcande. Il poursuit ses études secondaires au lycée classique de garçons de Samarcande qu'il termine en 1916. Il commence ses études supérieures à l'Institut polytechnique de Pétrograd, mais bientôt il est appelé au front où il combat dans le Sud-Ouest de l'Empire russe. Pendant la révolution de 1917, il est élu membre du soviet des ouvriers et soldats députés. Il retourne à Samarcande en 1918. Il travaille au musée régional qui grâce à lui s'enrichit de nouvelles pièces. Il est transféré en 1924 à Tachkent au comité des affaires muséales et de la conservation des monuments anciens et des objets d'art du Turkestan (plus tard de l'Ouzbékistan) en qualité de chef du département d'archéologie du musée principal d'Asie Centrale. Parallèlement, il étudie à l'Institut oriental du Turkestan, tout en menant des recherches archéologiques à propos de la restauration des monuments anciens d'Asie centrale. Il devient inspecteur-instructeur des musées d'Asie centrale.
De 1929 à 1936, Masson s'occupe de l'histoire des mines auprès du Comité géologique d'Ouzbékistan, où il rassemble une bibliothèque spécialisée, tout en poursuivant ses recherches dans le cadre du comité des affaires muséales d'Ouzbékistan.
En 1936, il est nommé à la direction de la chaire d'archéologie de l'université d'État d'Asie centrale de Tachkent. Il est élevé au titre de professeur en 1940.
Il meurt à Tachkent en 1986. Il est enterré au cimetière de Dombrabad de la ville.

## Travaux
M. E. Masson développe ses recherches et ses travaux dans tout le territoire de l'Asie centrale soviétique, y compris au Kazakhstan. En 1927, il entreprend des recherches à Aoulié-Ata et à Saïman et deux ans plus tard au mausolée de Khodja Ahmed Iassawi au Turkestan, ce qui donne naissance à la publication d'un livre à propos de ce mausolée. Il est en rapport avec plusieurs musées à propos de découvertes au Kazakhstan, en particulier de celle du site funéraire du bassin de la Noura, et spécialement des sépultures du XIIIe siècle au XVe siècle. Il prend part aux études d'un grand nombre de monuments en Kirghizie. En 1945, il s'intéresse avec son épouse à Goumbez Manas, fameux architecte du XIVe siècle.
Cependant l'objet principal de ses travaux est avant tout l'Ouzbékistan et le Turkménistan. Il n'y avait que quelques fouilles de prospection dans les années 1920. C'est lui qui fonde et dirige des expéditions archéologiques majeures  à partir des années 1930: celle de Termez (1936-1938), de l'époque des Kouchans, celle de la vallée de Ferghana en 1936 (à l'époque de la construction du canal) et surtout celle du Sud-Turkménistan (1946-1968) avec des sites parthes et ceux de Merv, et celle de Kach (à partir de 1963).

## Famille
Mikhaïl Masson se marie en premières noces avec Xénia Ivanovna qui se suicide après lui avoir donné un fils, Vadim Masson, qui sera également archéologue. Il épouse en secondes noces l'historienne d'art et archéologue Galina Pougatchenkova qui poursuit une carrière de grande renommée et deviendra plus tard académicienne de l'académie des sciences d'Ouzbékistan. De son second mariage, il a une fille et deux fils.

## Quelques publications
- (ru) О постройке мавзолея Ходжа Ахмеда Яссави в г.Туркестане [À propos de la construction du mausolée de Khodja Ahmed Iassawi au Turkestan] // Изв. Среднеазиатского географического общества [Société géographique d'Asie centrale], tome XIX, Tachkent, 1929
- (ru) En collaboration avec Galina Pougatchenkova, Goumbez Manas (architecte kirghize du XIVe siècle), collection « Les Trésors de l'architecture des peuples d'URSS », Moscou, 1950, 144 pages
- (ru) En collaboration avec Galina Pougatchenkova, Les Rythons parthes de Nissa, Moscou, 1950; 2de éd. illustrée, Moscou, 1956; 3e éd. augmentée, Académie des sciences de la RSS de Turkménie, 1959, 268 pages
- (ru) По поводу некоторых монетных находок, зарегистрированных на территории Казахстана до 1942 года [À propos de découvertes de pièces de monnaie antiques enregistrées sur le territoire du Kazakhstan, jusqu'en 1942] // Вестник АН КазССР [« Le Bulletin de l'Académie des sciences de la RSS du Kazakhstan »], 1948.